# 横沟桥站
横沟桥站是一个京广线上的铁路车站，位于湖北省咸宁市咸安区横沟桥镇，建于1937年，目前为五等站，邮政编码为437012。目前不办理客货运业务。
原粤汉铁路设有施塘站，1937年横沟桥至长岭公路建成后车站迁址现址并更名横沟桥站。1958年“大炼钢铁”期间曾修建车站通往担山大屋金煤矿的轻便铁路，后专用线因钢铁厂下马而废弃。在1961年，车站京广铁路复线化工程中重建站房，其中候车室126平方米，站场设有5股道（含原货物线）:287,295。